# Johanneskyrkan, Boden

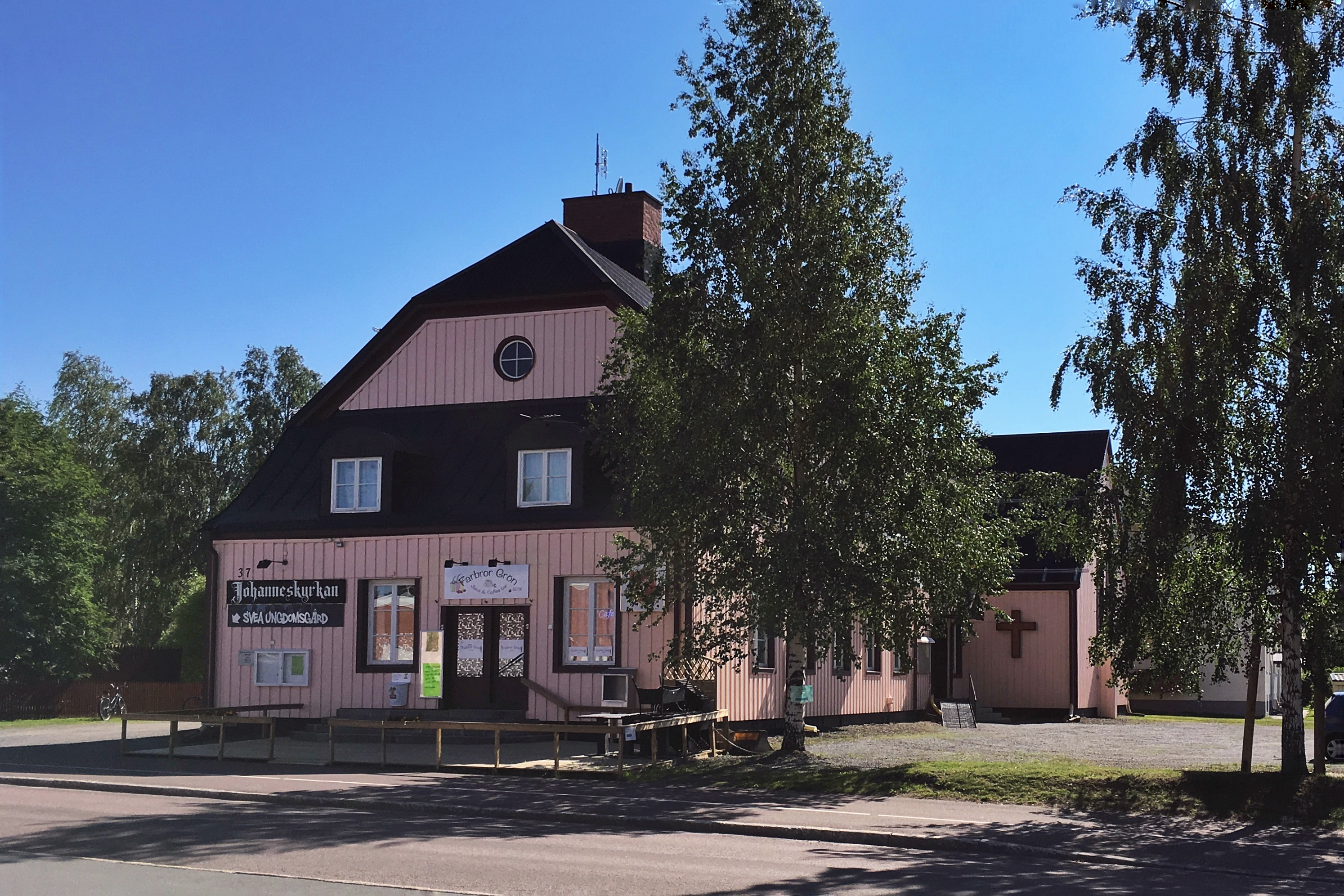
Johanneskyrkan Boden sommaren 2016

Johanneskyrkan är en kyrkobyggnad som ligger på Sveafältet i Boden. Bodens Missionsförsamling och Bodens baptistförbund gick 1978 samman och bildade Johanneskyrkans församling i denna kyrka. Före 1978 har byggnaden bland annat varit soldathem och auktionskammare. Som enda kyrka på Sveafältet i Boden, är den lokala förankringen för boende i närområdet betydelsefull. Församlingen erbjuder en öppen gemenskap för alla. Församlingen är en del av samfundet Equmeniakyrkan.